# Tena (1975.)
Tena je hrvatski dugometražni film iz 1975. godine.

## Radnja
Život slavonske žene, koja je bila omamljena vlastitom ljepotom i odjednom na kraju shvati, da osim ljepote ništa više nije imala. Moralno propadanje seoske djevojke. Radnja se odvija u jednom malom selu Vrbici u Slavoniji.

## Uloge
- Milja Vujanović- Tena
- Zvonimir Črnko- Leon
- Zvonimir Zoričić - Jaroslav
- Milan Gutović- Đorđe
- Ljudevit Galić- Otac
- Zlatko Vitez- Joza
- Franjo Majetić- Lipman
- Mustafa Nadarević
- Jadranka Matković
- Branko Supek
- Amir Bukvić
- Edita Lipovšek
- Nina Hladilo
- Vjenceslav Kapural
- Etta Bortolazzi
- Vladimir Oblesčuk
- Otokar Levaj
- Đorđe Bosanac - Domobran
- Radoslav Spitzmuller - Rade Špicmiler
- Stjepko Janković
- Dragan Vojnović